# Antonio Gades
Antonio Gades, nome artístico de Antonio Esteve Ródenas (Elda, 14 de novembro de 1936 — Madrid, 20 de julho de 2004), foi um bailarino espanhol, expressão máxima do flamenco.

## Biografia
Gades nasceu na província de Alicante, no seio de uma família humilde. Seu pai, republicano, em seguida ao nascimento do filho, seguiu para Madrid para defender, como voluntário, a República Espanhola.
Posteriormente, toda a família se mudou para um bairro na periferia da capital espanhola. Com a idade de onze anos, Gades deixou de ir a escola, embora gostasse muito de estudar, e buscou trabalho para ajudar sua família, primeiro como contínuo em um estúdio fotográfico e logo nas oficinas do diário madrilenho ABC.
Seu encontro com a dança aconteceu casualmente, por fome, como costumava contar, quando tinha 15 anos. Uma vizinha lhe havia aconselhado que se inscrevesse na academia de flamenco. Três meses mais tarde um agente que buscava bailarinos para uma casa noturna o contratou. Nesta casa, foi visto por Pilar Lopez que o chamou para sua companhia. Foi Pilar quem o batizou com o nome artístico de Antonio Gades e lhe ensinou que a ética profissional do baile está acima da estética. Gades a reconhece como a inspiradora máxima de sua carreira.
Permaneceu na companhia de Pilar Lopez por nove anos, e, em 1960, quando de sua primeira excursão ao Japão, já era primeiro bailarino. Com ela, se aprimorou em todas as danças folclóricas da Espanha. Também estudou balé clássico com a dançarina russa Provayenska. Mas seu meio de expressão mais autêntico sempre seria o flamenco.
Nesta época, descobriu o mundo poético de Federico Garcia Lorca, através de edições clandestinas de sua obra, pois ler-se o poeta andaluz era então proibido pelo regime franquista.
Após deixar a companhia de Pilar Lopez, em 1961, fundou o primeiro núcleo de seu próprio corpo de baile. Trabalhou neste período na Itália como coreógrafo e bailarino. Apresentou O bolero de Ravel na Ópera de Roma e, no Scala, de Milão, Carmen e O amor bruxo. Foi nesta época que forjou seu estilo coreográfico personalíssimo.
De volta à Espanha, dança no cabaré Los Tartantos, em Barcelona, e se torna coqueluche dos intelectuais catalães (entre eles o pintor Joan Miró e o poeta Joan Brossa), que o estimulam a se apresentar na Exposição Universal de Nova York em 1964., onde se apresenta com grande sucesso. No mesmo ano, casa-se com a atriz e cantora Marujita Diaz, de quem se separaria vinte meses depois.
Depois de uma fracassada produção do balé Don Juan (1965), que o deixa em dificuldades econômicas, Gades dança com Rudolf Nureyev, no Scala, de Milão (1968). No mesmo ano se casa com a bailarina Pilar San Clemente. Em 1971 separa-se de Pilar, com quem havia tido dois filhos, e se une em 1973 a Pepa Flores, com quem terá mais três.
Em 1974, estreou em Roma Bodas de sangue, inspirado no drama de Garcia Lorca, obra prima que lhe trouxe sucesso internacional. Em 1975, estava em Bolonha quando, ao tomar conhecimento da condenação a morte de cinco companheiros opositores do regime franquista, decidiu dissolver sua companhia e abandonar a dança. Só voltaria a dançar três anos depois graças ao apoio que recebeu do Ballet Nacional de Cuba, com que havia trabalhado anteriormente como artista convidado. Vem desta época sua profunda afeição a Cuba, país que visitou inúmeras vezes e para onde foram levadas suas cinzas após sua morte.
Foi diretor do Balé Nacional de Espanha entre 1978 e 1980, que deixou para fundar sua própria companhia.
Em 1981, em colaboração com o diretor Carlos Saura, transforma Bodas de sangue em filme. A colaboração seguiu em 1983, com o filme A história de Carmen. As adaptações cinematográficas renovaram o interesse dos espanhóis pela dança flamenca.
No mesmo ano o balé Carmen foi adaptado para o teatro. Já o balé Fogo (1989), é uma interpretação livre de O Amor Bruxo, de Manuel de Falla.
Em 1986 se separa de Pepa Flores. Em 1988 se casa com Daniela Frey, união que dura até 1993.
Sua última produção como coreógrafo será Fuenteovejuna, adaptação da obra de Lope de Vega, que estreia na Ópera de Gênova, em 1994, e segue depois em excursão por Japão, Itália, França, Cuba e vários países latino americanos, inclusive o Brasil.
Depois uma longa enfermidade junto a sua nova companheira, Eugenia Eiriz, faleceu aos 67 anos de idade, vitimado pelo câncer.
Suas cinzas foram trasladadas para Cuba e o depositadas em um mausoléu dedicado aos heróis da revolução, na área oriental do país.
Gades legou suas cinzas a Raúl Castro, seu "compadre", em uma nota escrita no dia 14 de julho. O bailarino foi reconhecido como militante da base do Partido Comunista de Cuba.

## Gades e Cuba
Gades foi à Cuba pela primeira vez em 1975, mas acabou sucumbindo à beleza e simpatia local, às pessoas, ao idealismo da revolução socialista, com a qual se identificou durante toda a vida.
O artista demonstrou seu amor pelo país com várias viagens e longas estadias. Não é uma simples aventura, é o porto da minha vida, disse durante uma destas passagens por Cuba.
As viagens foram tantas que ninguém sabe ao certo quantas. O próprio Gades disse uma vez à TV espanhola em Havana que primeiro vivia na Espanha e visitava Cuba, mas que depois o quadro se inverteu.
Foi em Cuba que se casou, no dia 5 de outubro de 1982, com Pepa Flores (também conhecida como Marisol), com quem teve três filhas. Os padrinhos deste casamento, uma cerimônia íntima e discreta, foram Fidel Castro e a bailarina cubana Alicia Alonso.
Gostava de ir à Cuba com seu iate de 15 m, aventura que repetiu pela última vez em 2003, já doente. Depois de 50 dias de navegação, atracou em Havana, onde Raul Castro, irmão do presidente Fidel, sua esposa Vilma Espín e vários amigos militares o esperavam.
Tinha muitos amigos importantes na ilha. A começar pelo presidente Fidel Castro e seu irmão Raúl, segundo homem na hierarquia cubana e ministro das Forças Armadas. Alguns afirmam que o nome do seu iate, "Luar 040" (Raul ao contrário), é em homenagem a estes laços fraternais.
O general Abelardo Colomé Ibarra era outro grande amigo de Gades. Um homem de poucas palavras com uma longa história de luta na clandestinidade e nas montanhas contra a ditadura de Fulgencio Batista, Furri foi também fundador da inteligência cubana, herói de guerra em Angola e ministro do Interior.
Em 1978, Gades levou um espetáculo de dança experimental à Cuba no qual combinou o flamenco com o balé clássico. Dançou com a bailarina cubana Alicia Alonso, acompanhado pelo famoso percussionista Tata Güines.
No dia 5 de junho de 2004, Fidel Castro condecorou o bailarino espanhol com a ordem "José Martí", a mais alta distinção concedida pelo Conselho de Estado de Cuba, que torna pública sua militância na base do Partido Comunista da ilha, uma homenagem prestada a pouquíssimos estrangeiros, entre eles Ernesto Che Guevara.
Estamos aqui em reconhecimento ao militante do nosso Partido Comunista, que prestigia nosso Partido, como Che Guevara o fez, disse o chanceler Felipe Pérez Roque na ocasião.
Nunca me senti um artista, mas um simples combatente vestido de verde oliva, com um fuzil na mão, sempre às suas ordens, respondeu Gades olhando para Fidel.

## A recriação do flamenco
Gades sempre foi crítico quanto à maneira como era interpretado o flamenco. Para agradar turistas, prostituía, em sua opinião, a cultura do povo. Para Gades, era necessário eliminar todo ouropel de mau gosto, as lantejoulas, os virtuosismos, enfim, tudo que fosse supérfluo, e trazer à luz a essência da dança. Na busca de uma nova coreografia, inspirou-se em movimentos artísticos contemporâneos como o abstratismo e o surrealismo na pintura e na literatura.
Reinventada por Gades, essa dança tem agora uma nova introversão, que se concentra no dinamismo do sapateado, ecoando nos braços e nos movimentos de rotação do corpo. É o canto que define e orienta os matizes da dança, da mais ligeira à mais grave, da mais picante à mais sombria e fatal. Toda uma rede de tensões amorosas se faz ver na tensão angulosa dos gestos, acentuados por afetos incompreensíveis, controladamente descontrolados. O mínimo que se pode dizer, em suma, é que Gades foi um dos principais responsáveis pela evolução moderna da dança flamenca.
Segundo suas próprias palavras: 
Para mim, o flamenco é uma religião. Consegui catalisar, pesquisar e estudar várias tendências do flamenco que existiam na época, mas acho que o mais importante foi o resgate de várias danças do folclore espanhol. Meu maior mérito foi dar unidade a todo esse tesouro vindo de várias regiões. Tudo o que fiz veio de muito estudo, muita pesquisa e muito sofrimento criativo